# Leszczyny (Gorlice)
Pour les articles homonymes, voir Leszczyny.
Leszczyny est une localité polonaise de la voïvodie de Petite-Pologne et du powiat de Gorlice.